# Cimandiri
Cimandiri is een bestuurslaag in het regentschap Lebak van de provincie Banten, Indonesië. Cimandiri telt 3846 inwoners (volkstelling 2010).